# Гам (Усть-Вымский район)
 Гам  (коми Гам) — село в Усть-Вымском районе Республики Коми. Административный центр  сельского поселения Гам. Расположено на правобережье реки Вычегда на расстоянии примерно 15 км по прямой на юго-запад от районного центра села Айкино.
Топоним происходит от коми кам — «ток» или «токовище».

## История
Село известно с 1586 года как погост. В XIX веке Гам стал селом, появились церковь, почтовая станция и школа. Население села составляло 157 человек (1782), 167 (1795), 248 (1816), 440 (1859), 588 (1897), 858 (1917), 709 (1926), 863 (1970), 713 (1989).
Сегодня в Гаме функционирует детский сад, школа, дом культуры, библиотека, которая располагается в здании Гамской церкви, которая была закрыта в 1925 году и вновь открыта в 2013 году и пять продовольственных магазинов.

## Население
| 2010 |
| ---- |
| 208  |

Постоянное население  составляло 211 человек (коми 83%) в 2002 году, 208 в 2010 .

## Палеонтология
В районе села обнаружены окаменелости темноспондильных амфибий, обитавших в раннем триасовом периоде. В гамской свите гамского горизонта верхнеоленёкского подъяруса найдены ископаемые остатки Parotosuchus видов P. komiensis и P. sp.